# Froschauerhof
Der Froschauerhof ist ein Weiler, der zur im rheinland-pfälzischen Donnersbergkreis gelegenen Gemeinde Marnheim gehört. 

## Lage
Der Froschauerhof befindet sich im südlichen Gemeindegebiet an der Pfrimm.

## Geschichte
Im Jahr 819 wird das Dorf Froschau mit dem zu Marnheim gehörenden Froschauerhof erstmals erwähnt. Im Dreißigjährigen Krieg wird Froschau fast ganz zerstört. Es bleibt nur der Froschauerhof übrig. 1276 wurde die Pfarrei erstmals erwähnt. 

## Infrastruktur
Der Froschauerhof ist über die Kreisstraße 57 an das Straßennetz angebunden. In unmittelbarer Nähe verlaufen die Bundesstraße 47 und die Bundesautobahn 63. Außerdem befindet sich der Bahnhof Marnheim an der Zellertalbahn unweit des Froschauerhofs.